# تشارلي روز
تشارلي روز (بالإنجليزية: Charlie Rose) (و. 1942 – م) هو مذيع، وصحفي من الولايات المتحدة الأمريكية . ولد في هندرسون .

## التعليم
تعلم في جامعة ديوك، وجامعة نيويورك

## جوائز
حصل على جوائز منها:
- Light of Truth Award (1997).

## روابط خارجية
- تشارلي روز على موقع IMDb (الإنجليزية)
- تشارلي روز على موقع قاعدة بيانات برودواي على الإنترنت (الإنجليزية)
- تشارلي روز على موقع إن إن دي بي (الإنجليزية)
- تشارلي روز على موقع قاعدة بيانات الفيلم (الإنجليزية)